# Латыш, Николай Иванович
Николай Иванович Латыш (род. 2 августа 1955, Александрия, Кировоградская область, Украинская ССР) — советский футболист, нападающий, полузащитник и российский тренер. Мастер спорта (1978).

## Биография
Воспитанник — ДЮСК «Кристалл» и юношеской команды «Трудовые резервы» (Александрия). Первый тренер — А. И. Кудря.
В 1973 — первой половине 1976 выступал за команду второй лиги «Звезда» (Кировоград). Вместе с командой выиграл Кубок УССР 1975 года.
Перед осенним чемпионатом 1976 перешёл в донецкий «Шахтёр», в составе которого в 1978 году завоевал бронзовые медали и был включён в Список 33 лучших футболистов сезона в СССР под № 3.

Плотно сбитый, смелый, мобильный, отличался бойцовским характером. Обладал высокой скоростью, широким тактическим кругозором, сильным ударом с обеих ног.— 
Следующие 5 сезонов провёл в московском «Динамо», из которого в начале 1984 вернулся в «Звезду». В 1986 году сыграл 5 матчей за московский «Спартак», до середины 1987 вновь играл в «Звезде», затем полтора года провёл в «Арсенале» (Тула). В 1989—1990 был играющим тренером майкопской «Дружбы».

## Тренерская карьера
- «Звезда» Кировоград: октябрь 1990 — апрель 1991, главный тренер.
- «Динамо» Москва: апрель 1991—1994, тренер.
- «Спартак»/«Спартак-Алания»/«Алания» Владикавказ: 1995—1999, тренер.
- «Динамо» Москва: 2000 — апрель 2001, тренер.
- Молодёжная сборная России: май 2001 — июль 2002, тренер.
- ЦСКА Москва: ноябрь 2001 — ноябрь 2003, июль 2004—2008, тренер.
- Сборная России: июль 2002 — август 2003, февраль — март 2006, тренер.
- «Динамо» Киев: 2009—2010, тренер.
- «Алания» Владикавказ: 2011—2014, тренер.
- «Актобе»: 2014—2015, тренер.
- «Урожай» Краснодар: конец июня 2018[3] — 18 июля 2018[4], тренер.

## Достижения
- Обладатель Кубка СССР 1979 года.
- Обладатель Кубка УССР 1975 года.
- Бронзовый призёр чемпионата СССР 1978 года.
- Финалист Кубка СССР 1978 года.
- Чемпион Спартакиады народов СССР 1979 года в составе сборной Москвы.
- Включался в список 33-х лучших футболистов СССР в 1978 под № 3.